# 中华泥毛蟹
中华泥毛蟹（学名：Clistocoeloma sinensis）为方蟹科泥毛蟹属的动物。在中国大陆，分布于浙江等地，生活环境为海水，多栖息于居于低潮线的泥石岸边。
其种加词“sinensis”意为“中华的”。